# ベルリンロケット発射場
ベルリンロケット発射場（独:Raketenflugplatz Berlin）はドイツのベルリン北郊外、テーゲルにかつて存在したロケット発射場。宇宙旅行協会によって建設され、世界初のロケット発射場であった。

## 概要
1930年、宇宙旅行協会が液体燃料ロケットの実験と発達のため、弾薬集積場の跡地を政府から借用し、ロケット発射場を作った。
製作されたロケットにはミラク型とレプゾル型が存在し、多くは爆発したが、打ち上げに成功したものもあり、初期のころは約100m、後期には1kmの高度まで達した。
1933年9月30日、この発射場は水道料金の未払いを理由に閉鎖された。